# Bent Ole Gram Mortensen
Bent Ole Gram Mortensen (født 1962) er cand.jur., ph.d. og professor ved Syddansk Universitet, hvor han er professor i erhversreguleringsret, herunder især miljø- og energiret. Hans forskningsindsats synes især at have koncentreret sig om regulering af energi- og forsyningsvirksomheder, herunder forsyning med fjernvarme og fjernkøling, elforsyningsnet, vedvarende energi. Han har på de områder skrevet og bidraget til større værker om vindmøller samt olie- og gasudvinding. Derudover forsker han også inden for grønlandsk ressourceret relateret til olieudvinding og minedrift (ressource- og miljøret), miljøretlige emner relateret til anvendelse af energi, markedsføringsret samt standardisering. På det seneste har han gjort sig bemærket i forhold til brugen af persondata i energisektoren og den danske tilladelse til den tysk-russiske naturgastransitledning Nord Stream 2. Den danske proces har han betegnet som symbolpolitik.

## Uddannelse
- Ph.D. Afhandling forsvaret ved Århus Universitet, juni 1998.
- Advokatbestalling, august 1989.
- Cand.jur. fra Århus Universitet, juni 1986 (81-83) (84-86).
- Student fra Grindsted Gymnasium, juni 1981.

## Erhvervserfaring
- Siden aug. 2009: Professor i Erhvervsreguleringsret, herunder især miljø- og energiret.
- Aug. 2004-jul. 2009: Professor (MSO) ved Juridisk Institut, Syddansk Universitet.
- Sep. 2000-jul. 2004: Lektor i erhvervsret ved Syddansk Universitet.
- Dec. 19998-aug.2000: Adjunkt i erhvervsret ved Syddansk Universitet.
- Jul. 1995-nov. 1998: Kandidatstipendiat/forskningsassistent/forskningsadjunkt, Aarhus Universitet.
- Okt. 1994-jun. 1995: Adv.fa. J.H. Matthiesen, advokat.
- Mar. 1993-sep. 1994: Justitsministeriet (sekretariatsleder i Retslægerådet).
- Apr. 1990-okt. 1992: A.P. Møller, advokat/legal manager, Maersk Drilling.
- Aug. 1986-mar. 1990: Adv.fa. Thyssen, Haderslev, advokatfuldmægtig/advokat.

## Faglige netværk
- Dansk Forening for Europaret
- Dansk Selskab for Miljøret
- Den danske Energiretsforening
- Nordic Environmental Law Network

## Særlige eksterne hverv
- Siden 2009: Formand for taksationsmyndigheden efter VE-loven i Region Syddanmark.
- 2006-2018: Beskikket som censor ved det landsdækkende censorkorps for de erhvervsøkonomiske uddannelser.
- Siden 2005: Medlem af Udvalget til Beskyttelse af Videnskabeligt Arbejdes arbejdsgruppe (UBVA).
- 2002-2004: Medlem af arbejdsgruppen om etablering af et brugerklagenævn på energiområdet som Energiklagenævnets repræsentant.
- Siden 2000: Medlem af Energiklagenævnet.

## Særlige hverv vedSyddansk Universitet
- Siden 2011: Medlem af uddannelsesudvalget for civilingeniøruddannelsen i Energiteknologi.
- 2007-2010: Formand for den forvaltnings- og forfatningsretlige faggruppe ved Juridisk Institut.
- 2006-2009: Medlem af Det Samfundsvidenskabelige Fakultets Internationale Udvalg (SIU).
- Siden 2005: Medlem af Akademisk Råd, Det samfundsfaglige Fakultet.
- 2003-2008: Formand for Patentudvalget ved Syddansk Universitet.
- 2003-2004:Medlem af bestyrelsen for Juridisk Institut, Syddansk Universitet.
- 2003-2004: Medlem af arbejdsgruppe vedrørende etablering af en jurauddannelse ved Syddansk Universitet.
- 2003: Medlem af arbejdsgruppe vedrørende modulariserede masteruddannelser.

## Hædersbevisninger (forskning og undervisning)
- 2003: Det Samfundsvidenskabelige Fakultets undervisningspris, Syddansk Universitet.
- 2001:Tildelt årets forskerpris 2001 af Den Fynske Fond for Erhvervsøkonomisk Forskning.
- 2000:Tildelt undervisningspris (Årets juridiske underviser) 2000 af Juridisk Forening (tidligere Foreningen af Erhvervsjurister),Odense.

## Forsknings-ophold (post doc)
- 2002:Universität Lüneburg, Professur Öffentliches Recht, insbesondere Umweltrecht, 1 måned.
- Universitetet i Oslo, Det juridiske fakultet, 3 uger.
- University of Waikato, School of Law, New Zealand, 5 uger